# Cúp bóng đá châu Á 2023 (Bảng D)
Bảng D của Cúp bóng đá châu Á 2023 diễn ra từ ngày 14 đến ngày 24 tháng 1 năm 2024. Bảng đấu bao gồm các đội Nhật Bản, Indonesia, Iraq và Việt Nam. Hai đội đầu bảng là Iraq và Nhật Bản cùng với đội xếp thứ ba là Indonesia (là một trong bốn đội đứng thứ ba có thành tích tốt nhất) giành quyền vào vòng 16 đội.

## Các đội tuyển
| Vị trí bốc thăm | Đội tuyển | Khu vực | Tư cách vượt qua vòng loại | Ngày vượt qua vòng loại | Tham dự chung kết | Tham dự cuối cùng | Thành tích tốt nhất lần trước      | Bảng xếp hạng FIFA | Bảng xếp hạng FIFA |
| Vị trí bốc thăm | Đội tuyển | Khu vực | Tư cách vượt qua vòng loại | Ngày vượt qua vòng loại | Tham dự chung kết | Tham dự cuối cùng | Thành tích tốt nhất lần trước      | Tháng 4 năm 2023   | Tháng 12 năm 2023  |
| --------------- | --------- | ------- | -------------------------- | ----------------------- | ----------------- | ----------------- | ---------------------------------- | ------------------ | ------------------ |
| D1              | Nhật Bản  | EAFF    | Nhất bảng F (vòng 2)       | 28 tháng 5 năm 2021     | 10 lần            | 2019              | Vô địch (1992, 2000, 2004, 2011)   | 20                 | 17                 |
| D2              | Indonesia | AFF     | Nhì Bảng A (vòng 3)        | 14 tháng 6 năm 2022     | 5 lần             | 2007              | Vòng bảng (1996, 2000, 2004, 2007) | 149                | 146                |
| D3              | Iraq      | WAFF    | Nhì bảng C (vòng 2)        | 15 tháng 6 năm 2021     | 10 lần            | 2019              | Vô địch (2007)                     | 67                 | 63                 |
| D4              | Việt Nam  | AFF     | Nhì bảng G (vòng 2)        | 15 tháng 6 năm 2021     | 5 lần             | 2019              | Tứ kết (2007)                      | 95                 | 94                 |

Ghi chú
1. ↑  Bảng xếp hạng của tháng 4 năm 2023 được áp dụng để xếp các nhóm hạt giống cho lễ buổi bốc thăm.

## Bảng xếp hạng
| VT | Đội       | ST | T | H | B | BT | BB | HS | Đ | Giành quyền tham dự                 |
| -- | --------- | -- | - | - | - | -- | -- | -- | - | ----------------------------------- |
| 1  | Iraq      | 3  | 3 | 0 | 0 | 8  | 4  | +4 | 9 | Đi tiếp vào vòng đấu loại trực tiếp |
| 2  | Nhật Bản  | 3  | 2 | 0 | 1 | 8  | 5  | +3 | 6 | Đi tiếp vào vòng đấu loại trực tiếp |
| 3  | Indonesia | 3  | 1 | 0 | 2 | 3  | 6  | −3 | 3 | Đi tiếp vào vòng đấu loại trực tiếp |
| 4  | Việt Nam  | 3  | 0 | 0 | 3 | 4  | 8  | −4 | 0 |                                     |

## Trận đấu

### Nhật Bản vs Việt Nam
| Nhật Bản                                        | 4–2      | Việt Nam                                  |
| ----------------------------------------------- | -------- | ----------------------------------------- |
| - Minamino 11', 45' - Nakamura 45+4' - Ueda 85' | Chi tiết | - Nguyễn Đình Bắc 16' - Phạm Tuấn Hải 33' |

| Nhật Bản | Việt Nam |

| GK               | 23 | Zion Suzuki       |     |     |
| RB               | 2  | Yukinari Sugawara | 32' | 77' |
| CB               | 4  | Ko Itakura        |     |     |
| CB               | 3  | Shogo Taniguchi   |     |     |
| LB               | 21 | Hiroki Itō        |     |     |
| CM               | 6  | Wataru Endō (c)   |     |     |
| CM               | 5  | Hidemasa Morita   |     | 76‎' |
| RW               | 14 | Junya Itō         |     |     |
| AM               | 8  | Takumi Minamino   |     | 84' |
| LW               | 13 | Keito Nakamura    |     | 63' |
| CF               | 11 | Mao Hosoya        |     | 46' |
| Thay người:      |    |                   |     |     |
| FW               | 9  | Ayase Ueda        |     | 46' |
| MF               | 10 | Ritsu Dōan        |     | 63' |
| MF               | 26 | Kaishu Sano       |     | 76‎' |
| DF               | 16 | Seiya Maikuma     |     | 77' |
| MF               | 20 | Takefusa Kubo     |     | 84' |
| Huấn luyện viên: |    |                   |     |     |
| Hajime Moriyasu  |    |                   |     |     |

| GK                 | 1  | Nguyễn Filip       |  |     |
| CB                 | 6  | Nguyễn Thanh Bình  |  |     |
| CB                 | 20 | Bùi Hoàng Việt Anh |  |     |
| CB                 | 12 | Phan Tuấn Tài      |  |     |
| RM                 | 7  | Phạm Xuân Mạnh     |  | 78' |
| CM                 | 11 | Nguyễn Tuấn Anh    |  | 46' |
| CM                 | 16 | Nguyễn Thái Sơn    |  |     |
| LM                 | 3  | Võ Minh Trọng      |  | 64' |
| AM                 | 8  | Đỗ Hùng Dũng (c)   |  |     |
| CF                 | 15 | Nguyễn Đình Bắc    |  | 64' |
| CF                 | 10 | Phạm Tuấn Hải      |  |     |
| Thay người:        |    |                    |  |     |
| MF                 | 25 | Lê Phạm Thành Long |  | 46' |
| FW                 | 14 | Nguyễn Văn Trường  |  | 64' |
| MF                 | 22 | Khuất Văn Khang    |  | 64' |
| MF                 | 13 | Trương Tiến Anh    |  | 78' |
| Huấn luyện viên:   |    |                    |  |     |
| Philippe Troussier |    |                    |  |     |

| Cầu thủ xuất sắc của trận đấu: Minamino Takumi (Nhật Bản) Trợ lý trọng tài: Yoo Jae-yeol (Hàn Quốc) Park Sang-jun (Hàn Quốc) Trọng tài thứ tư: Mooud Bonyadifard (Iran) Trợ lý trọng tài dự bị: Saeid Ghashemi (Iran) Trợ lý trọng tài video: Kim Hee-gon (Hàn Quốc) Trợ lý của trọng tài VAR: Ko Hyung-jin (Hàn Quốc) Saeid Ghashemi (Iran) Trợ lý trọng tài dự bị của trọng tài VAR: |

### Indonesia vs Iraq
| Indonesia       | 1–3      | Iraq                                   |
| --------------- | -------- | -------------------------------------- |
| - Marselino 37' | Chi tiết | - Ali 17' - Rashid 45+7' - Hussein 75' |

| Indonesia | Iraq |

| GK               | 21 | Ernando Ari           |       |     |
| CB               | 5  | Rizky Ridho           |       | 88' |
| CB               | 4  | Jordi Amat            |       |     |
| CB               | 3  | Elkan Baggott         | 2'    | 76' |
| RM               | 14 | Asnawi Mangkualam (c) |       | 46' |
| CM               | 24 | Ivar Jenner           |       | 76' |
| CM               | 25 | Justin Hubner         |       |     |
| LM               | 12 | Pratama Arhan         |       |     |
| AM               | 2  | Yakob Sayuri          |       |     |
| AM               | 7  | Marselino Ferdinan    |       |     |
| CF               | 11 | Rafael Struick        |       | 76' |
| Thay người:      |    |                       |       |     |
| MF               | 8  | Witan Sulaeman        |       | 46' |
| FW               | 9  | Dimas Drajad          |       | 76' |
| MF               | 15 | Ricky Kambuaya        |       | 76' |
| MF               | 23 | Marc Klok             | 90+5' | 76' |
| DF               | 6  | Sandy Walsh           |       | 88' |
| Huấn luyện viên: |    |                       |       |     |
| Shin Tae-yong    |    |                       |       |     |

| GK               | 12 | Jalal Hassan (c) |  |     |
| RB               | 3  | Hussein Ali      |  |     |
| CB               | 4  | Saad Natiq       |  |     |
| CB               | 6  | Ali Adnan        |  | 88' |
| LB               | 23 | Merchas Doski    |  |     |
| DM               | 20 | Osama Rashid     |  | 71' |
| DM               | 16 | Amir Al-Ammari   |  | 88' |
| RW               | 8  | Ibrahim Bayesh   |  |     |
| AM               | 11 | Zidane Iqbal     |  | 60' |
| LW               | 17 | Ali Jasim        |  |     |
| CF               | 10 | Mohanad Ali      |  | 60' |
| Thay người:      |    |                  |  |     |
| FW               | 18 | Aymen Hussein    |  | 60' |
| FW               | 13 | Bashar Resan     |  | 60' |
| MF               | 7  | Youssef Amyn     |  | 71' |
| DF               | 5  | Frans Putros     |  | 88' |
| DF               | 2  | Rebin Sulaka     |  | 88' |
| Huấn luyện viên: |    |                  |  |     |
| Jesús Casas      |    |                  |  |     |

| Cầu thủ xuất sắc của trận đấu: Ali Jasim (Iraq) Trợ lý trọng tài: Andrey Tsapenko (Uzbekistan) Timur Gaynullin (Uzbekistan) Trọng tài thứ tư: Sadullo Gulmurodi (Tajikistan) Trợ lý trọng tài dự bị: Rawut Nakarit (Thái Lan) Trợ lý trọng tài video: Salman Falahi (Qatar) Trợ lý của trọng tài VAR: Sivakorn Pu-Udom (Thái Lan) Rawut Nakarit (Thái Lan) Trợ lý trọng tài dự bị của trọng tài VAR: Cheung Yim Yau (Hồng Kông) |

### Iraq vs Nhật Bản
| Iraq                | 2–1      | Nhật Bản     |
| ------------------- | -------- | ------------ |
| - Hussein 5', 45+4' | Chi tiết | - Endo 90+3' |

| Iraq | Nhật Bản |

| GK               | 12 | Jalal Hassan (c) |     |     |
| RB               | 4  | Saad Natiq       | 15' |     |
| CB               | 3  | Hussein Ali      |     | 46' |
| CB               | 2  | Rebin Sulaka     |     |     |
| LB               | 5  | Frans Putros     |     | 61' |
| DM               | 16 | Amir Al-Ammari   |     |     |
| DM               | 8  | Ibrahim Bayesh   |     |     |
| RW               | 17 | Ali Jasim        |     | 77' |
| AM               | 7  | Youssef Amyn     |     | 66' |
| LW               | 25 | Ahmed Yahya      |     |     |
| CF               | 18 | Aymen Hussein    |     | 46' |
| Thay người:      |    |                  |     |     |
| FW               | 10 | Mohanad Ali      |     | 46' |
| DF               | 23 | Merchas Doski    |     | 46' |
| MF               | 20 | Osama Rashid     |     | 61' |
| DF               | 6  | Ali Adnan        |     | 66' |
| DF               | 24 | Zaid Tahseen     |     | 77' |
| Huấn luyện viên: |    |                  |     |     |
| Jesús Casas      |    |                  |     |     |

| GK               | 23 | Zion Suzuki       |     |     |
| RB               | 2  | Yukinari Sugawara |     |     |
| CB               | 4  | Ko Itakura        |     |     |
| CB               | 3  | Shogo Taniguchi   |     | 46' |
| LB               | 21 | Hiroki Itō        |     |     |
| CM               | 6  | Wataru Endō (c)   |     |     |
| CM               | 5  | Hidemasa Morita   |     | 74' |
| RW               | 14 | Junya Itō         | 37' | 74' |
| AM               | 20 | Takefusa Kubo     |     | 61' |
| LW               | 8  | Takumi Minamino   |     |     |
| CF               | 18 | Takuma Asano      |     | 61' |
| Thay người:      |    |                   |     |     |
| DF               | 22 | Takehiro Tomiyasu |     | 46' |
| FW               | 9  | Ayase Ueda        |     | 61' |
| MF               | 10 | Ritsu Dōan        |     | 61' |
| MF               | 17 | Reo Hatate        |     | 74' |
| FW               | 25 | Daizen Maeda      |     | 74' |
| Huấn luyện viên: |    |                   |     |     |
| Hajime Moriyasu  |    |                   |     |     |

| Cầu thủ xuất sắc của trận đấu: Aymen Hussein (Iraq) Trợ lý trọng tài: Zaid Al-Shammari (Ả Rập Xê Út) Yasir Al-Sultan (Ả Rập Xê Út) Trọng tài thứ tư: Nazmi Nasaruddin (Malaysia) Trợ lý trọng tài dự bị: Mohd Arif Shamil Bin Abd Rasid (Malaysia) Trợ lý trọng tài video: Khamis Al-Marri (Qatar) Trợ lý của trọng tài VAR: Mohammed Al Hoish (Ả Rập Xê Út) |

### Việt Nam vs Indonesia
| Việt Nam | 0–1      | Indonesia        |
| -------- | -------- | ---------------- |
|          | Chi tiết | - Asnawi 42' (p) |

| Việt Nam | Indonesia |

| GK                 | 1  | Nguyễn Filip         |           |     |
| CB                 | 6  | Nguyễn Thanh Bình    |           |     |
| CB                 | 20 | Bùi Hoàng Việt Anh   |           |     |
| CB                 | 12 | Phan Tuấn Tài        |           |     |
| RM                 | 7  | Phạm Xuân Mạnh       |           | 89' |
| CM                 | 11 | Nguyễn Tuấn Anh      |           |     |
| CM                 | 16 | Nguyễn Thái Sơn      |           | 46' |
| LM                 | 3  | Võ Minh Trọng        |           |     |
| AM                 | 19 | Nguyễn Quang Hải (c) |           | 72' |
| AM                 | 24 | Nguyễn Văn Tùng      |           | 79' |
| CF                 | 10 | Phạm Tuấn Hải        |           | 46' |
| Thay người:        |    |                      |           |     |
| MF                 | 22 | Khuất Văn Khang      |           | 46' |
| MF                 | 25 | Lê Phạm Thành Long   | 83' 90+‎1' | 46' |
| FW                 | 9  | Nguyễn Văn Toàn      |           | 72' |
| MF                 | 14 | Nguyễn Văn Trường    |           | 79' |
| DF                 | 17 | Vũ Văn Thanh         |           | 89' |
| Huấn luyện viên:   |    |                      |           |     |
| Philippe Troussier |    |                      |           |     |

| GK               | 21 | Ernando Ari           |        |     |
| RB               | 14 | Asnawi Mangkualam (c) |        | 56' |
| CB               | 6  | Sandy Walsh           |        |     |
| CB               | 4  | Jordi Amat            |        | 70' |
| LB               | 12 | Pratama Arhan         | 80'    |     |
| RM               | 2  | Yakob Sayuri          | 90+10' |     |
| CM               | 24 | Ivar Jenner           |        |     |
| CM               | 25 | Justin Hubner         |        |     |
| LM               | 7  | Marselino Ferdinan    |        |     |
| CF               | 10 | Egy Maulana Vikri     |        | 67' |
| CF               | 11 | Rafael Struick        |        | 68' |
| Thay người:      |    |                       |        |     |
| MF               | 8  | Witan Sulaeman        |        | 56' |
| MF               | 17 | Adam Alis             |        | 67' |
| FW               | 16 | Hokky Caraka          |        | 68' |
| DF               | 5  | Rizky Ridho           |        | 70' |
| Huấn luyện viên: |    |                       |        |     |
| Shin Tae-yong    |    |                       |        |     |

| Cầu thủ xuất sắc của trận đấu: Bùi Hoàng Việt Anh (Việt Nam) Trợ lý trọng tài: Andrey Tsapenko (Uzbekistan) Timur Gaynullin (Uzbekistan) Trọng tài thứ tư: Ilgiz Tantashev (Uzbekistan) Trợ lý trọng tài dự bị: Ronnie Koh Min Kiat (Singapore) Trợ lý trọng tài video: Sivakorn Pu-udom (Thái Lan) Trợ lý của trọng tài VAR: Fu Ming (Trung Quốc) |

### Nhật Bản vs Indonesia
| Nhật Bản                               | 3–1      | Indonesia     |
| -------------------------------------- | -------- | ------------- |
| - Ueda 6' (p), 52' - Hubner 88' (l.n.) | Chi tiết | - Walsh 90+1' |

| Nhật Bản | Indonesia |

| GK               | 23 | Zion Suzuki       |     |     |
| RB               | 16 | Seiya Maikuma     |     |     |
| CB               | 22 | Takehiro Tomiyasu |     | 82' |
| CB               | 15 | Kōki Machida      |     |     |
| LB               | 19 | Yūta Nakayama     |     |     |
| CM               | 17 | Reo Hatate        |     | 69' |
| CM               | 6  | Wataru Endō (c)   | 68' |     |
| RW               | 10 | Ritsu Dōan        |     | 86' |
| AM               | 20 | Takefusa Kubo     |     | 82' |
| LW               | 13 | Keito Nakamura    |     | 69' |
| CF               | 9  | Ayase Ueda        |     |     |
| Thay người:      |    |                   |     |     |
| MF               | 8  | Takumi Minamino   | 70' | 69' |
| FW               | 25 | Daizen Maeda      |     | 69' |
| MF               | 26 | Kaishū Sano       |     | 82' |
| DF               | 24 | Tsuyoshi Watanabe |     | 82' |
| MF               | 14 | Junya Itō         |     | 86' |
| Huấn luyện viên: |    |                   |     |     |
| Hajime Moriyasu  |    |                   |     |     |

| GK               | 21 | Ernando Ari        |     |     |
| CB               | 5  | Rizky Ridho        |     |     |
| CB               | 4  | Jordi Amat (c)     | 77' |     |
| CB               | 6  | Sandy Walsh        |     |     |
| RM               | 2  | Yakob Sayuri       |     | 54' |
| CM               | 24 | Ivar Jenner        |     |     |
| CM               | 25 | Justin Hubner      | 78' |     |
| LM               | 12 | Pratama Arhan      |     |     |
| RF               | 10 | Egy Maulana Vikri  |     | 73' |
| CF               | 11 | Rafael Struick     | 42' | 89' |
| LF               | 7  | Marselino Ferdinan |     |     |
| Thay người:      |    |                    |     |     |
| MF               | 8  | Witan Sulaeman     |     | 54' |
| DF               | 3  | Elkan Baggott      |     | 73' |
| MF               | 15 | Ricky Kambuaya     |     | 89' |
| Huấn luyện viên: |    |                    |     |     |
| Shin Tae-yong    |    |                    |     |     |

| Cầu thủ xuất sắc của trận đấu: Ayase Ueda (Nhật Bản) Trợ lý trọng tài: Taleb Al-Marri (Qatar) Saoud Al-Maqaleh (Qatar) Trọng tài thứ tư: Sadullo Gulmurodi (Tajikistan) Trợ lý trọng tài dự bị: Mohamad Kazzaz (Syria) Trợ lý trọng tài video: Salman Ahmad Falahi (Qatar) Trợ lý của trọng tài VAR: Muhammad Taqi (Singapore) |

### Iraq vs Việt Nam
| Iraq                                   | 3–2      | Việt Nam                                          |
| -------------------------------------- | -------- | ------------------------------------------------- |
| - Sulaka 47' - Hussein 73', 90+12' (p) | Chi tiết | - Bùi Hoàng Việt Anh 42' - Nguyễn Quang Hải 90+1' |

| Iraq | Việt Nam |

| GK               | 22 | Ahmed Basil Fadhil |     |     |
| RB               | 15 | Allan Mohideen     |     | 67' |
| CB               | 24 | Zaid Tahseen       |     |     |
| CB               | 2  | Rebin Sulaka       |     |     |
| LB               | 23 | Merchas Doski      |     |     |
| CM               | 20 | Osama Rashid       |     | 82' |
| CM               | 21 | Ahmad Allée        |     | 46' |
| RW               | 26 | Montader Madjed    | 51' | 58' |
| AM               | 11 | Zidane Iqbal       |     |     |
| LW               | 13 | Bashar Resan (c)   |     | 46' |
| CF               | 9  | Ali Al-Hamadi      |     |     |
| Thay người:      |    |                    |     |     |
| FW               | 17 | Ali Jasim          |     | 46' |
| FW               | 18 | Aymen Hussein      |     | 46' |
| MF               | 7  | Youssef Amyn       |     | 58' |
| MF               | 8  | Ibrahim Bayesh     |     | 67' |
| DF               | 5  | Frans Putros       |     | 82' |
| Huấn luyện viên: |    |                    |     |     |
| Jesús Casas      |    |                    |     |     |

| GK                 | 1  | Filip Nguyen       |          |     |
| RB                 | 7  | Phạm Xuân Mạnh     |          | 77' |
| CB                 | 26 | Lê Ngọc Bảo        |          | 77' |
| CB                 | 20 | Bùi Hoàng Việt Anh | 82'      |     |
| CB                 | 12 | Phan Tuấn Tài      |          | 52' |
| LB                 | 3  | Võ Minh Trọng      |          |     |
| RM                 | 8  | Đỗ Hùng Dũng (c)   |          |     |
| CM                 | 16 | Nguyễn Thái Sơn    | 45‎+‎4'    |     |
| CM                 | 11 | Nguyễn Tuấn Anh    |          | 52' |
| LM                 | 15 | Nguyễn Đình Bắc    |          | 46' |
| CF                 | 22 | Khuất Văn Khang    | 6' 45+‎4' |     |
| Thay người:        |    |                    |          |     |
| FW                 | 9  | Nguyễn Văn Toàn    |          | 46' |
| DF                 | 6  | Nguyễn Thanh Bình  |          | 52' |
| MF                 | 19 | Nguyễn Quang Hải   |          | 52' |
| DF                 | 17 | Vũ Văn Thanh       |          | 77' |
| DF                 | 2  | Đỗ Duy Mạnh        |          | 77' |
| Huấn luyện viên:   |    |                    |          |     |
| Philippe Troussier |    |                    |          |     |

| Cầu thủ xuất sắc của trận đấu: Aymen Hussein (Iraq) Trợ lý trọng tài: Mohamad Zairul bin Khalil Tan (Malaysia) Mohd Arif Shamil bin Abd Rasid (Malaysia) Trọng tài thứ tư: Alireza Faghani (Úc) Trợ lý trọng tài dự bị: Abdul Hannan bin Abdul Hasim (Singapore) Trợ lý trọng tài video: Fu Ming (Trung Quốc) Trợ lý của trọng tài VAR: Sivakorn Pu-udom (Thái Lan) |

## Kỷ luật của bảng đấu
Điểm kỷ luật sẽ được sử dụng làm điểm hòa nếu thành tích chung cuộc và thành tích đối đầu của các đội bằng nhau. Số thẻ này được tính dựa trên số thẻ vàng và thẻ đỏ nhận được trong tất cả các trận đấu vòng bảng như sau:
- thẻ vàng thứ nhất: trừ 1 điểm;
- thẻ đỏ gián tiếp (thẻ vàng thứ hai): trừ 3 điểm;
- thẻ đỏ trực tiếp: trừ 4 điểm;
- thẻ vàng và thẻ đỏ trực tiếp: trừ 5 điểm;

Chỉ một trong số các khoản khấu trừ trên có thể được áp dụng cho một cầu thủ trong một trận đấu duy nhất.
| Đội tuyển | Trận 1   | Trận 1                                    | Trận 1 | Trận 1            | Trận 2   | Trận 2                                    | Trận 2 | Trận 2            | Trận 3   | Trận 3                                    | Trận 3 | Trận 3            | Điểm |
| Đội tuyển | Thẻ vàng | Thẻ vàng · Thẻ vàng-đỏ (thẻ đỏ gián tiếp) | Thẻ đỏ | Thẻ vàng · Thẻ đỏ | Thẻ vàng | Thẻ vàng · Thẻ vàng-đỏ (thẻ đỏ gián tiếp) | Thẻ đỏ | Thẻ vàng · Thẻ đỏ | Thẻ vàng | Thẻ vàng · Thẻ vàng-đỏ (thẻ đỏ gián tiếp) | Thẻ đỏ | Thẻ vàng · Thẻ đỏ | Điểm |
| --------- | -------- | ----------------------------------------- | ------ | ----------------- | -------- | ----------------------------------------- | ------ | ----------------- | -------- | ----------------------------------------- | ------ | ----------------- | ---- |
| Iraq      |          |                                           |        |                   | 1        |                                           |        |                   | 1        |                                           |        |                   | –2   |
| Nhật Bản  | 1        |                                           |        |                   | 1        |                                           |        |                   | 2        |                                           |        |                   | –4   |
| Indonesia | 2        |                                           |        |                   | 2        |                                           |        |                   | 3        |                                           |        |                   | –7   |
| Việt Nam  |          |                                           |        |                   |          | 1                                         |        |                   | 2        | 1                                         |        |                   | –8   |